# NGC 5493
NGC 5493 је лентикуларна галаксија у сазвежђу Девица која се налази на NGC листи објеката дубоког неба.
Деклинација објекта је - 5° 2' 38" а ректасцензија 14h 11m 29,4s. Привидна величина (магнитуда) објекта NGC 5493 износи 11,4 а фотографска магнитуда 12,4. Налази се на удаљености од 38,9000 милиона парсека од Сунца. NGC 5493 је још познат и под ознакама MCG -1-36-13, UGCA 386, PGC 50670.